# Stazione di Calenzano
La stazione di Calenzano è una fermata ferroviaria nella realtà metropolitana che unisce le province di Firenze, Prato e Pistoia. È posta sul tronco comune alle linee Bologna-Firenze e Firenze-Lucca. Nella stazione non esiste biglietteria né personale di terra, e le informazioni sia visive che sonore sono automatizzate. Dispone di una piccola pensilina con sottopassaggio ai binari 3 e 4.
Dispone di 4 binari passanti. Il 1° e il 2° sono dedicati alla direttissima, pertanto non dispongono di nessuna banchina, anche se in passato ne erano dotati, mentre sul 3° si fermano i treni per Firenze e sul 4° quelli per Prato.

## Servizi
La stazione dispone di:
- Parcheggio di scambio
- Sottopassaggio
- Servizi igienici